# Skyline SL-222
 (mars 2019).
Le Skyline SL-222 est un hélicoptère utilitaire léger bimoteur à trois pales développé par la société ukrainienne Skyline en 2011. Il a effectué son premier vol en 2011 et est destiné à concourir sur le marché civil dans la même catégorie à bas prix que le populaire Robinson R22.

## Présentation
Conçu par Vladimir Kireev, le Skyline SL-222 répond aux exigences des hélicoptères de la catégorie A, C'est un hélicoptère biplace ukrainien fabriqué par LLC KB Horizon12, Kiev. Il est affiché au prix de 149 000 $.

## Description

### Conception
Le SL-222 est un hélicoptère léger conçu autour d'une cabine pour deux occupants qui sont assis côte-à-côte. La cabine possède une porte de chaque côté pour l'accès aux sièges.
Au-dessus de la cabine se trouve le rotor principal (tripale), et au bout de la queue un empennage en T ainsi qu'un rotor de queue classique.

### Motorisation
D'après les spécifications du Skyline SL-222, celui-ci est équipé de deux moteurs de 90,6 ch chacun, refroidis par un circuit d'eau. Il est capable de continuer à voler avec une panne moteur simple.

### Premier vol
Le SL-222 a effectué son premier vol en 2011.